# Dinotrema stenostigma
Dinotrema stenostigma är en stekelart som först beskrevs av Léon Abel Provancher 1886.  Dinotrema stenostigma ingår i släktet Dinotrema och familjen bracksteklar. Inga underarter finns listade i Catalogue of Life.